# Musée de la Vie romantique

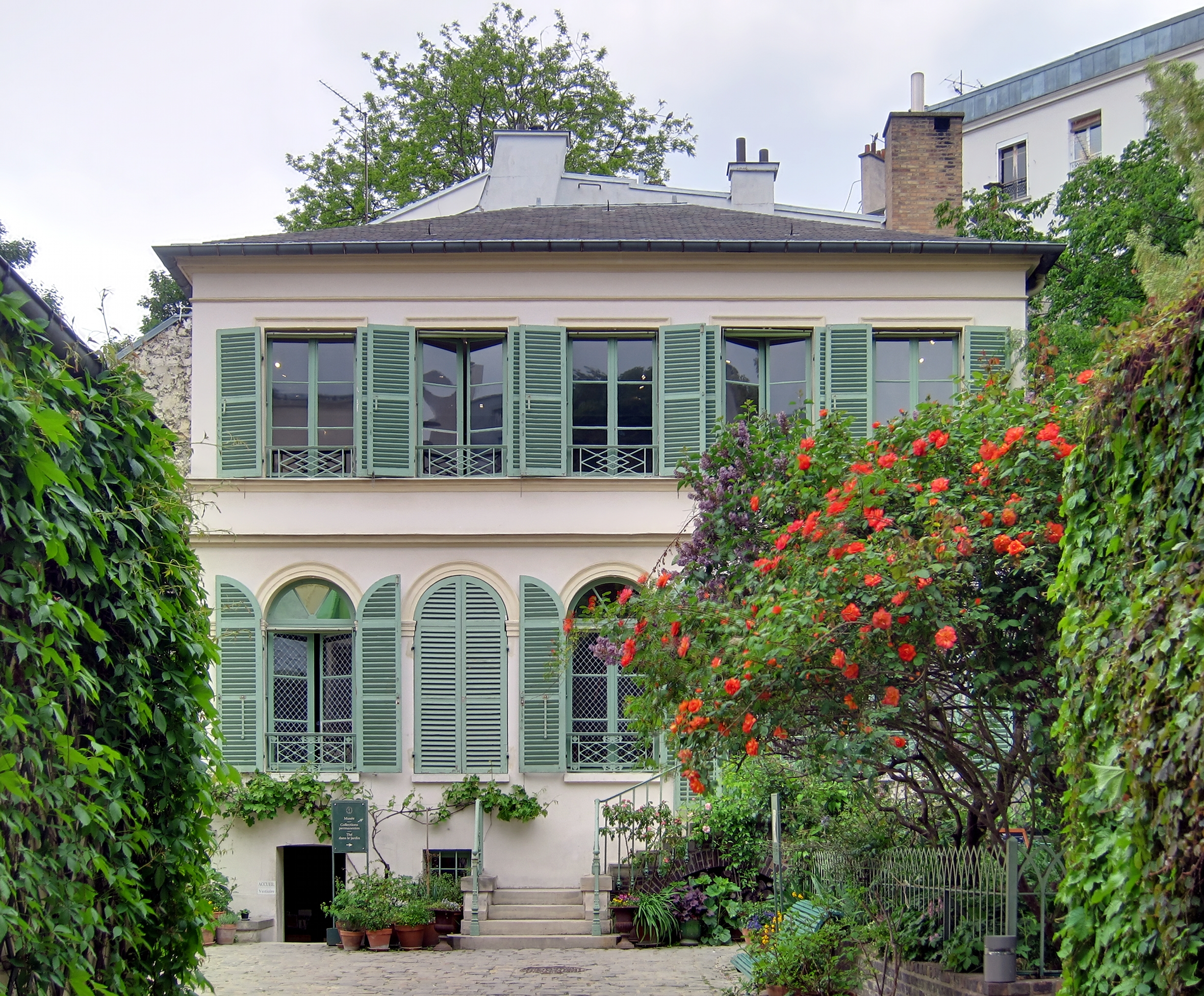
Musée de la vie romantique

Das Musée de la Vie romantique (Romantik-Museum), das 1983 eingerichtet wurde, widmet sich der Kunst und Literatur der ersten Hälfte des 19. Jahrhunderts. Es liegt im 9. Arrondissement von Paris. Es ist eines der 14 Museen der Stadt Paris, die seit dem 1. Januar 2013 von der städtischen Einrichtung Paris Musées verwaltet werden.

## Gebäude
Das kleine Museum, zu dem ein Gewächshaus mit integriertem Café und einem kleinen Garten gehören, befindet sich in einem Hinterhaus der Pariser Rue Chaptal 16, am Fuße des Montmartrehügels. Es ist in städtischem Besitz und gehört zu einem Verbund von 14 Pariser Museen.
Das Gebäude stammt aus dem Jahr 1830 und ist heute eines der letzten Beispiele eines Künstlerhauses aus der Zeit der Restauration und der Julimonarchie. Die letzten Besitzer waren die Nachkommen der Familie des Malers Ary Scheffer (1795–1858), der hier einst wohnte, sowie von Ernest Renan (1823–1892), dem Schriftsteller und Religionswissenschaftler, der mit der Tochter von Ary Scheffers Neffen verheiratet war.

## Ausstellung
Im Parterre befinden sich Schmuck, Gegenstände, Möbel und Porträts aus dem Besitz der Schriftstellerin George Sand. 1923 überließ die Enkelin von George Sand Aurore Sand die Sammlung der Stadt Paris. Im ersten Stock befindet sich ein Querschnitt des Werkes des Malers Ary Scheffer. Des Weiteren kann man noch den Salon besichtigen, in dem Ary Scheffer die künstlerische und literarische Elite der Zeit empfing, wie George Sand, Frédéric Chopin, Eugène Delacroix, Gioachino Rossini, Franz Liszt, Charles Dickens und Pauline Viardot-García. Weitere Räume sind wechselnden temporären Ausstellungen vorbehalten.